# Сант'Антоніно (Тічино)
Сант-Антоніно (італ. Sant'Antonino) — громада  в Швейцарії в кантоні Тічино, округ Беллінцона.

## Географія
Громада розташована на відстані близько 150 км на південний схід від Берна, 6 км на південний захід від Беллінцони.
Сант-Антоніно має площу 6,6 км², з яких на 19,7% дозволяється будівництво (житлове та будівництво доріг), 34,3% використовуються в сільськогосподарських цілях, 43,3% зайнято лісами, 2,7% не є продуктивними (річки, льодовики або гори).

## Демографія
2019 року в громаді мешкало 2510 осіб (+10,4% порівняно з 2010 роком), іноземців було 25,4%. Густота населення становила 383 осіб/км².
За віковим діапазоном населення розподілялося таким чином: 18,8% — особи молодші 20 років, 62,9% — особи у віці 20—64 років, 18,2% — особи у віці 65 років та старші. Було 1079 помешкань (у середньому 2,3 особи в помешканні).
Із загальної кількості 2322 працюючих 69 було зайнятих в первинному секторі, 526 — в обробній промисловості, 1727 — в галузі послуг.